# Noida
Noida (ufficialmente NOIDA, acronimo di New Okhla Industrial Development Area) è una suddivisione dell'India, classificata come census town, di 293.908 abitanti, capoluogo del distretto di Gautam Buddha Nagar, nello stato federato dell'Uttar Pradesh. In base al numero di abitanti la città rientra nella classe I (da 100.000 persone in su).
È sede del circuito che ha ospitato in passato il Gran Premio di Formula 1 dell'India.

## Geografia fisica
La città è situata a 28° 35' 26 N e 77° 19' 48 E ed è in pratica un sobborgo sud-orientale di Delhi.

## Società

### Evoluzione demografica
Al censimento del 2001 la popolazione di Noida era di 293.908 persone, delle quali 162.306 maschi e 131.602 femmine. I bambini di età inferiore o uguale ai sei anni assommavano a 39.915, dei quali 22.198 maschi e 17.717 femmine. Infine, coloro che erano in grado di saper almeno leggere e scrivere erano 199.854, dei quali 119.876 maschi e 79.978 femmine.